# Maisoncelles-en-Gâtinais
Maisoncelles-en-Gâtinais es una comuna francesa situada en el departamento de Sena y Marne, en la región de Isla de Francia.

## Demografía
| 143 | 134 | 111 | 90 | 107 | 112 | 137 |
| Para los censos de 1962 a 1999 la población legal corresponde a la población sin duplicidades (Fuente: INSEE [Consultar]) |     |     |    |     |     |     |